# Pierre Katz (designer)
Pour l’article homonyme, voir Pierre Katz.
Pierre Katz, né le 19 décembre 1959 à Paris est un graphiste et typographe français.

## Biographie
Son père médecin collectionneur d'art et sa mère chanteuse lyrique entretiennent un grand cercle social tous les soirs, et Pierre Katz grandit ainsi entouré d'écrivains, intellectuels et artistes tels qu'Albert Cossery, Erró, Matta qui influenceront son goût pour les lettres et les arts. C'est en voyant un artiste invité à sa table tracer un jour un dessin automatique que Pierre Katz se prend de passion pour le surréalisme et la psychologie. Cette passion pour ce qui transparaît sans être dit va nourrir son intérêt pour l'étymologie, la mythologie et la symbolique.
Pierre Katz décide naturellement de s'orienter vers le graphisme et entre à l'ESAG Penninghen à Paris. Il se passionne pour les travaux de Milton Glaser, Herb Lubalin, Adrian Frutiger, Paul Rand et Franco Maria Ricci. Pierre Katz quitte rapidement l'école pour rejoindre le designer Jean Perret, cofondateur de l'agence Carré Noir, en apprentissage. Il se créera une bibliothèque de « mentors » enseignant de l'histoire de l'imprimé à calligraphie, en passant par l'héraldique et la sémiologie.
Après travaillé en indépendant tout au long de sa carrière, il fonde en 2016 son propre studio de création. 

## Réalisations
Pierre Katz a créé et restauré de nombreuses identités de marques faisant partie du patrimoine français,,,,.